# Dotrščina-Gedenkpark

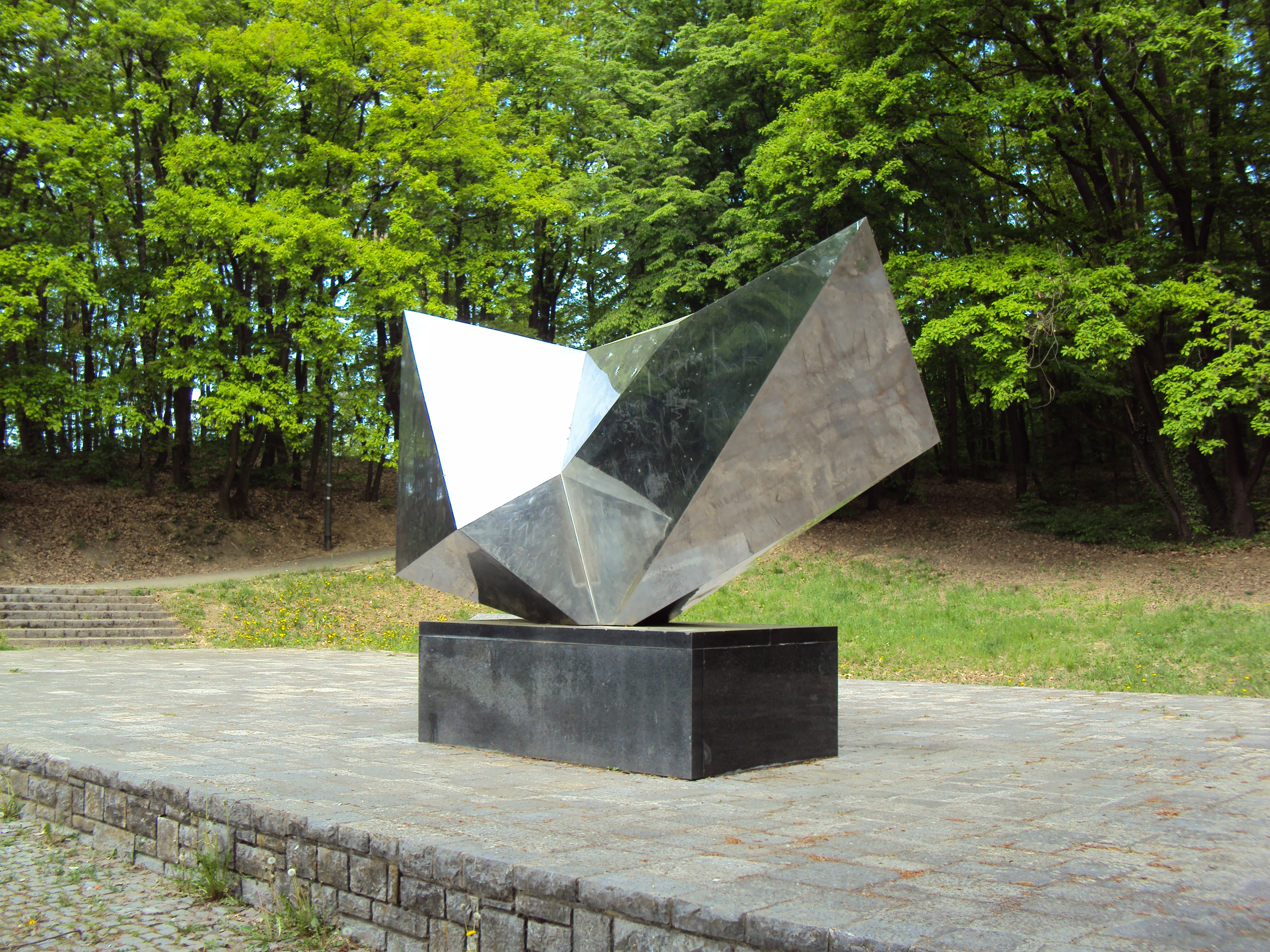
Hauptdenkmal (2011)

Der Dotrščina-Gedenkpark (serbokroatisch Spomen-područje Dotrščina) ist ein 365 Hektar großer Gedenkpark in Zagreb in Kroatien. Er besteht aus einem 1963 bis 1968 errichteten Hauptdenkmal des jugoslawischen Bildhauers Vojin Bakić und weiteren bis 1993 errichteten Nebendenkmälern verschiedener Künstler. Während des Zweiten Weltkrieges wurden in Zagreb etwa 18.000 Zivilisten von den Ustascha, der Wehrmacht und anderen Faschisten ermordet, davon schätzungsweise 7.000 in Wald Dotrščina.
Ab etwa 1959 wurden in dem Wald von Hinterbliebenen und anderen Gruppen diverse Grabsteine aufgebaut. Ab 1960 plante die Stadt Zagreb mit Veteranengruppen die Neuanlage der Stätte zu einem Gedenkpark. Dafür wählte man den jugoslawischen Bildhauer Vojin Bakić aus, der zusammen mit dem Landschaftsarchitekten Josip Seissel und dem Schriftsteller Juri Kaštelan den Park plante. Bei der offiziellen Eröffnung verfügte der Park nur über das Hauptdenkmal, die weiteren Denkmäler wurden erst in den folgenden Jahrzehnten ergänzt.

## Denkmäler

### Hauptdenkmal (1963–68)
Lage: 45° 50′ 34″ N, 16° 1′ 40″ O
Das Hauptdenkmal von Bakić ist ein etwa vier Meter breites und zwei Meter hohes kristallin geformtes Denkmal aus Edelstahl. Bakić nutzte dieses Design später für sein Tal der Gräber weiter, welches ebenfalls aus kristallinen Denkmälern besteht.

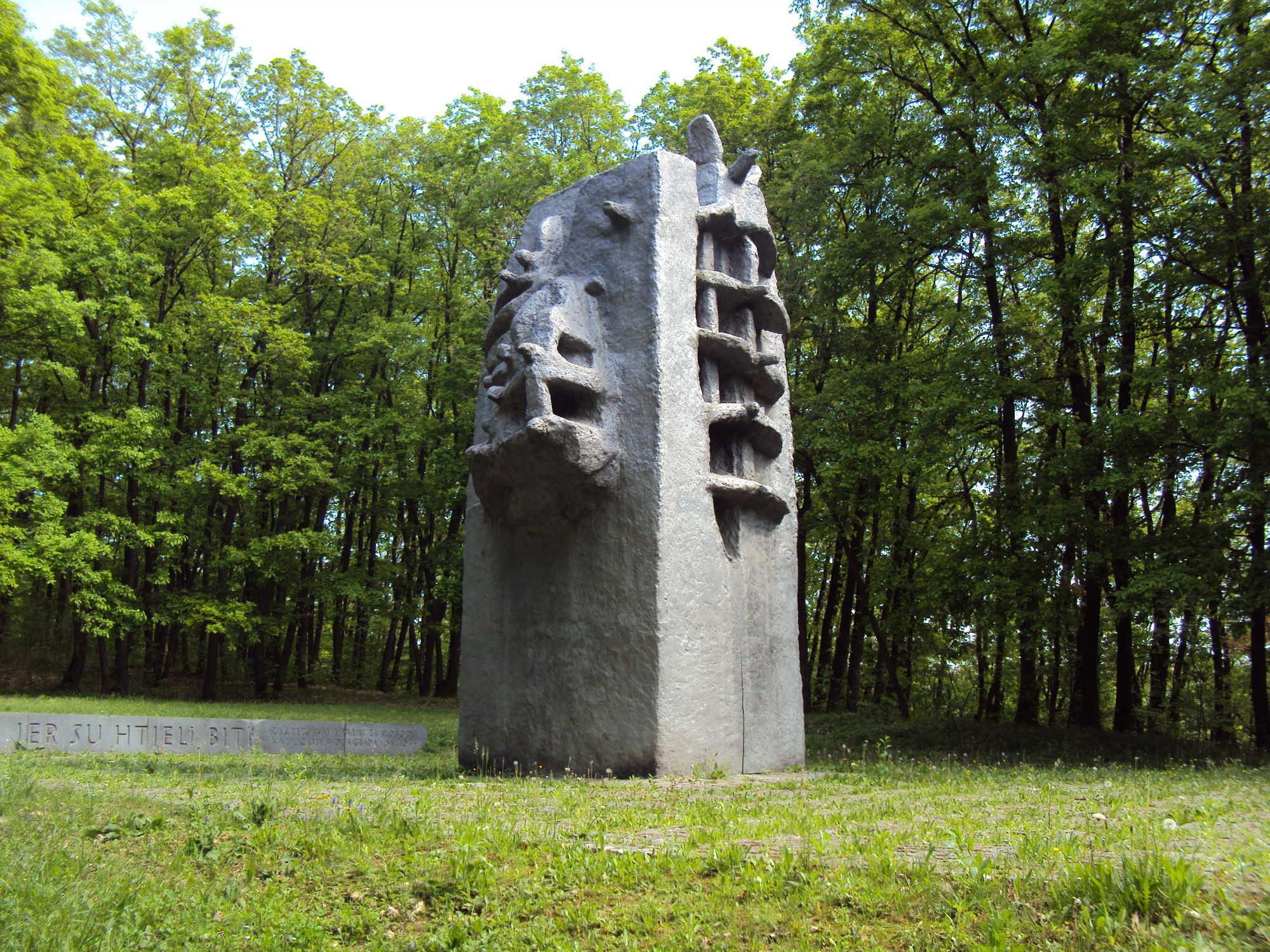
Denkmal für die, die in den Straßen ihrer Stadt starben (2010)

### Denkmal für die, die in den Straßen ihrer Stadt starben(1981)
Lage: 45° 50′ 48″ N, 16° 1′ 36″ O
Das Denkmal mit dem Namen Denkmal für die, die in den Straßen ihrer Stadt starben (serbokroatisch Spomenik poginulima za na ulicama našega grada) wurde von Branko Ružić entworfen und offiziell am 27. Juli 1981 eröffnet. Das Denkmal aus Bronze stellt ein stilisiertes Gefängnis dar, aus dem Vögel herausfliegen. Das Denkmal erinnert an die Gestorbenen während der Befreiung Zagrebs.

### Tal der Gräber(1980er Jahre)
Lage: 45° 50′ 52″ N, 16° 1′ 26″ O
Anfang der 1980er Jahre wurde der Park durch Bakić um weitere sechs kleine Denkmäler erweitert. Die Anlage wird als Tal der Gräber bezeichnet. Die Denkmäler markieren jeweils Massengräber und sind ebenfalls aus Edelstahl. Zusätzlich wurden kleine Steinblöcke an weiteren Stellen aufgestellt, wo einzelne Körper gefunden wurden.

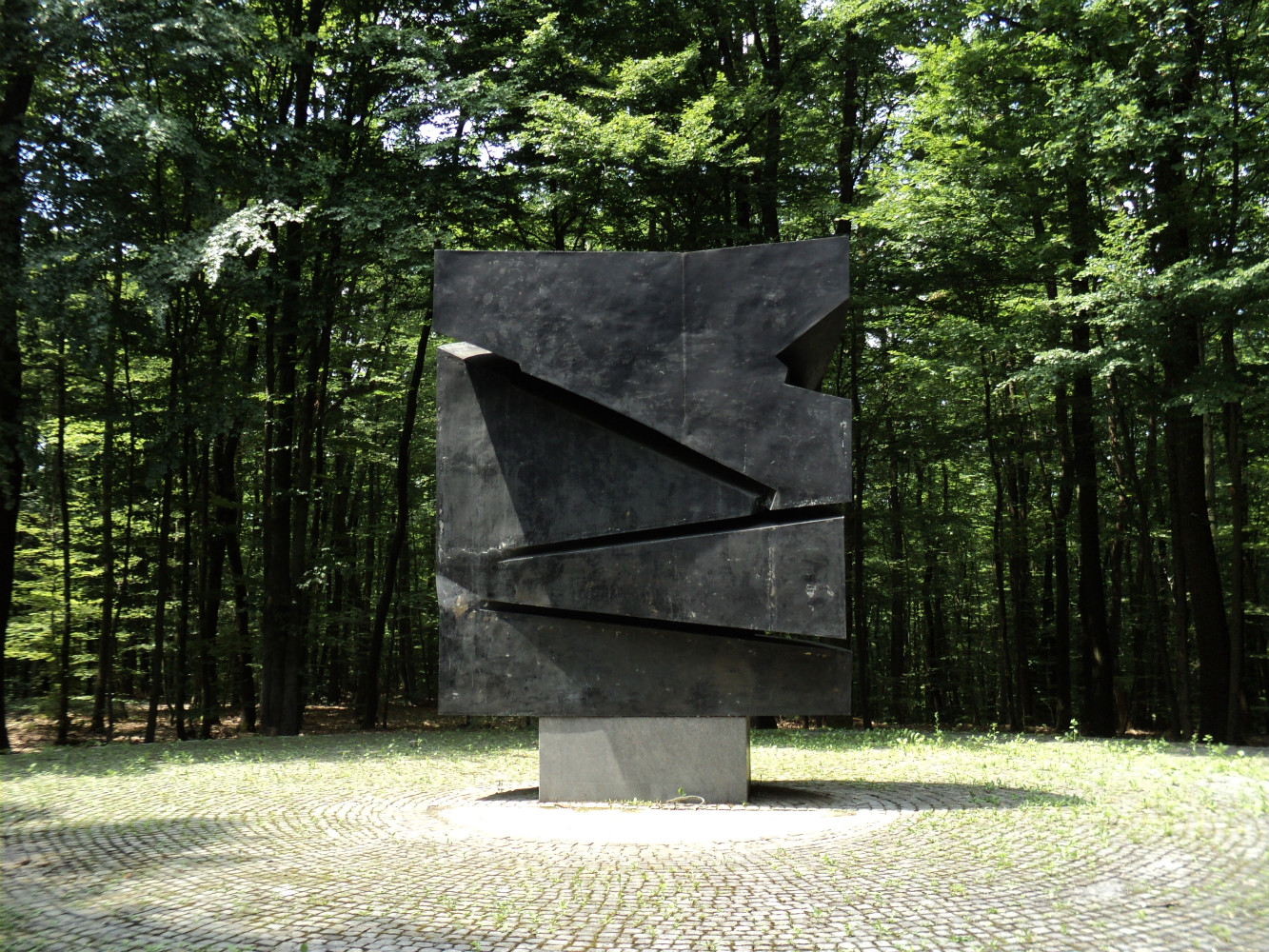
Denkmal für die Revolutionäre und Patrioten, die 1919–41 in Zagreb starben (2011)

Tal der Gräber (2011)
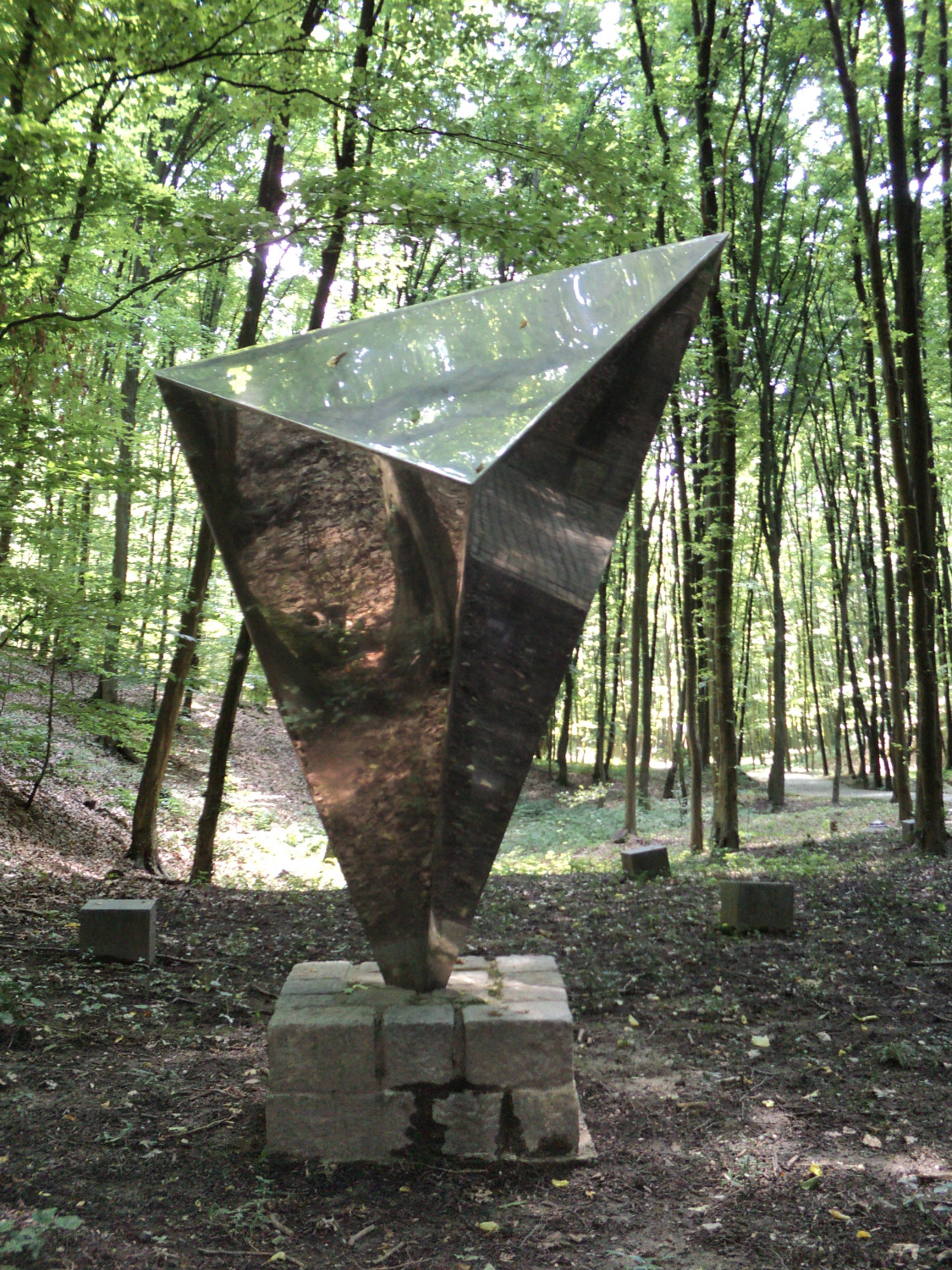
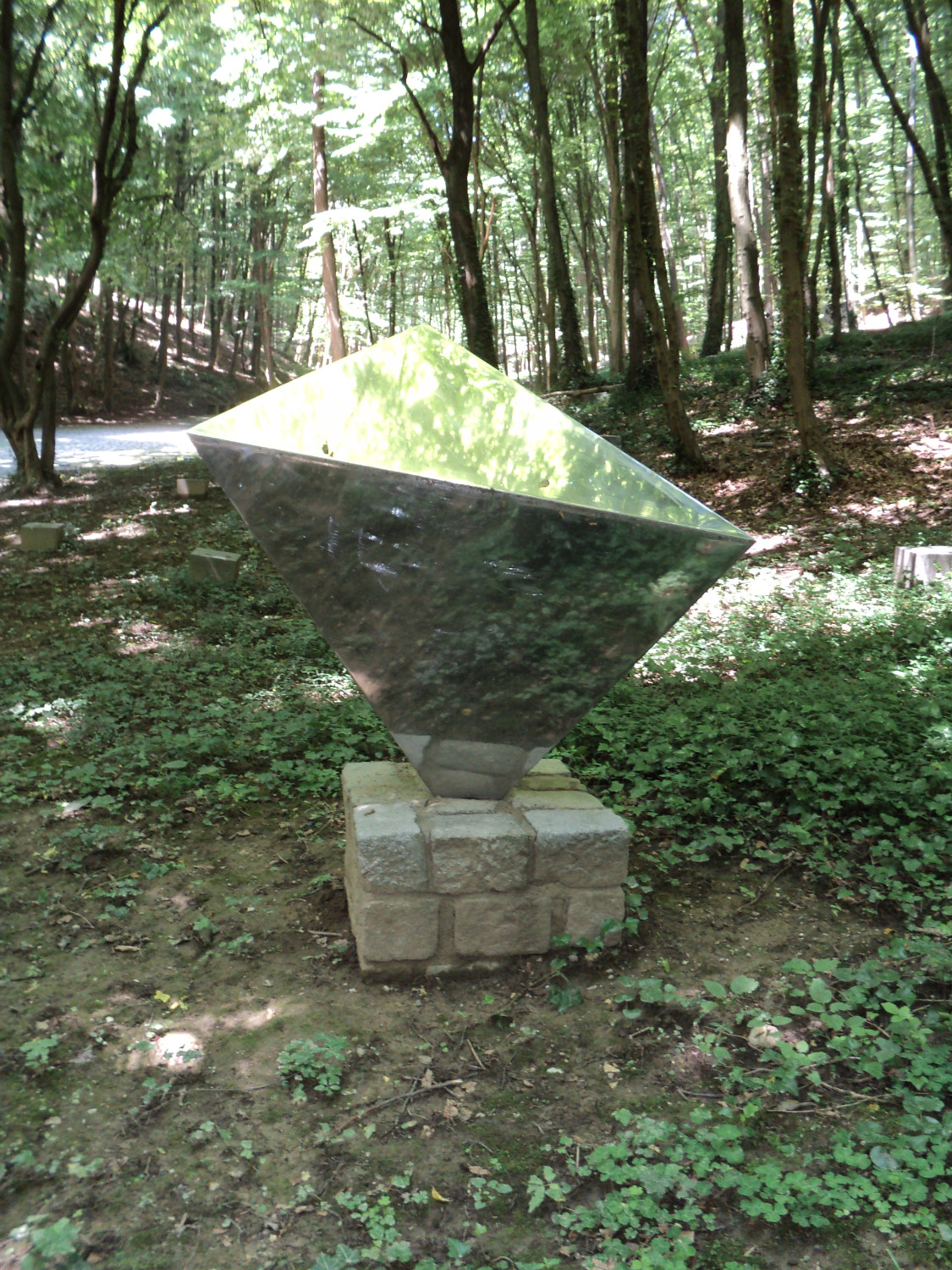
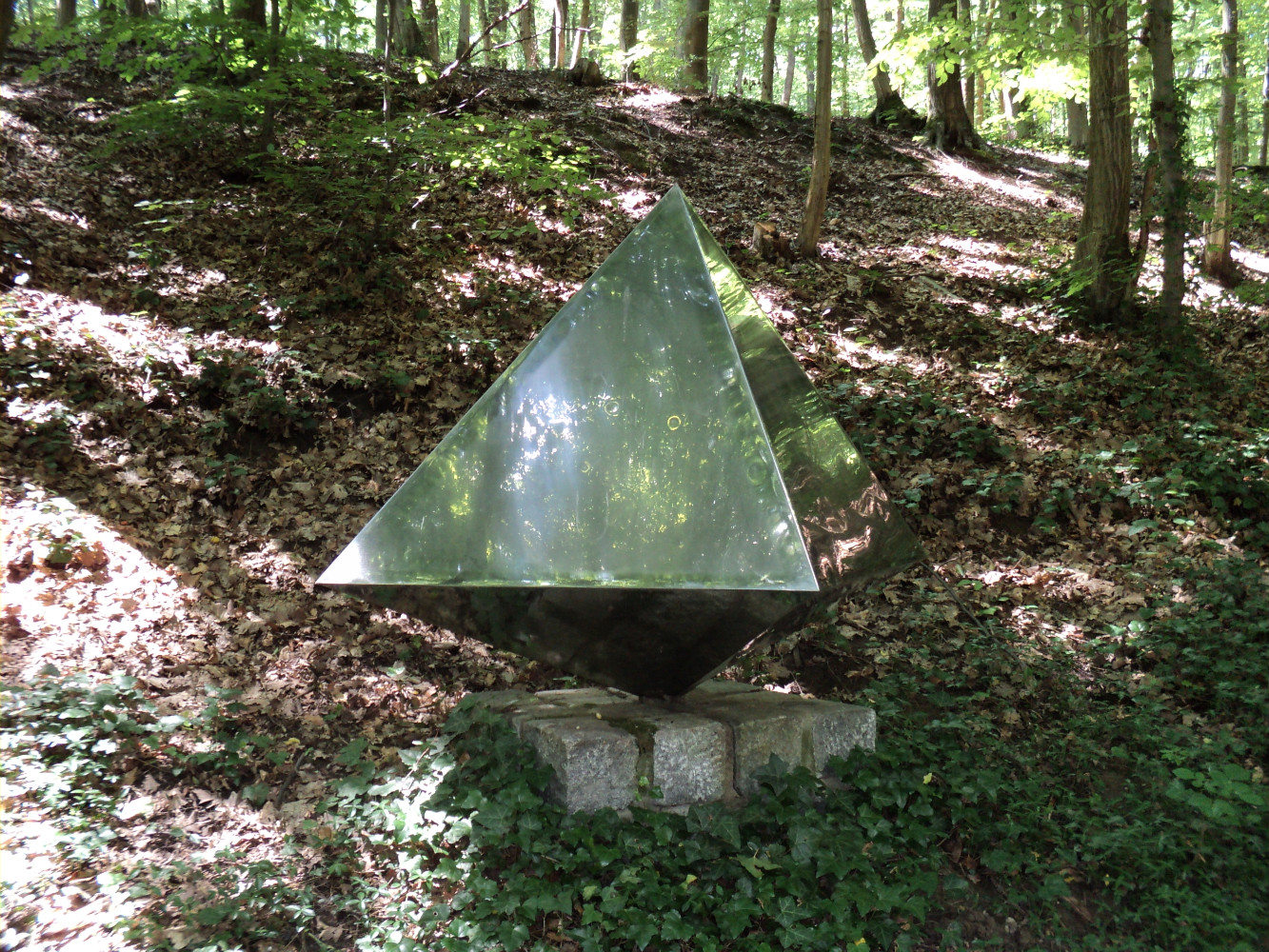
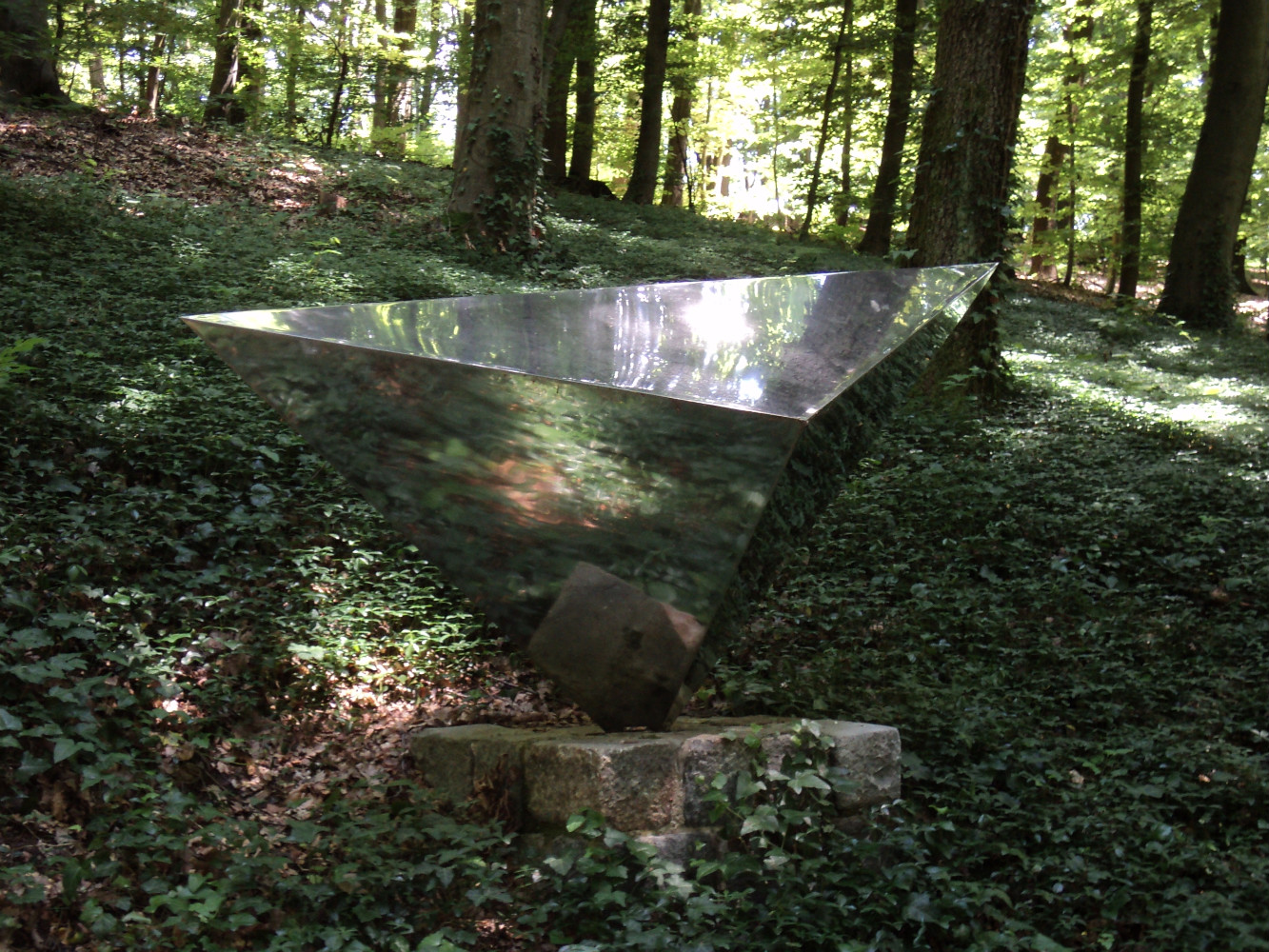
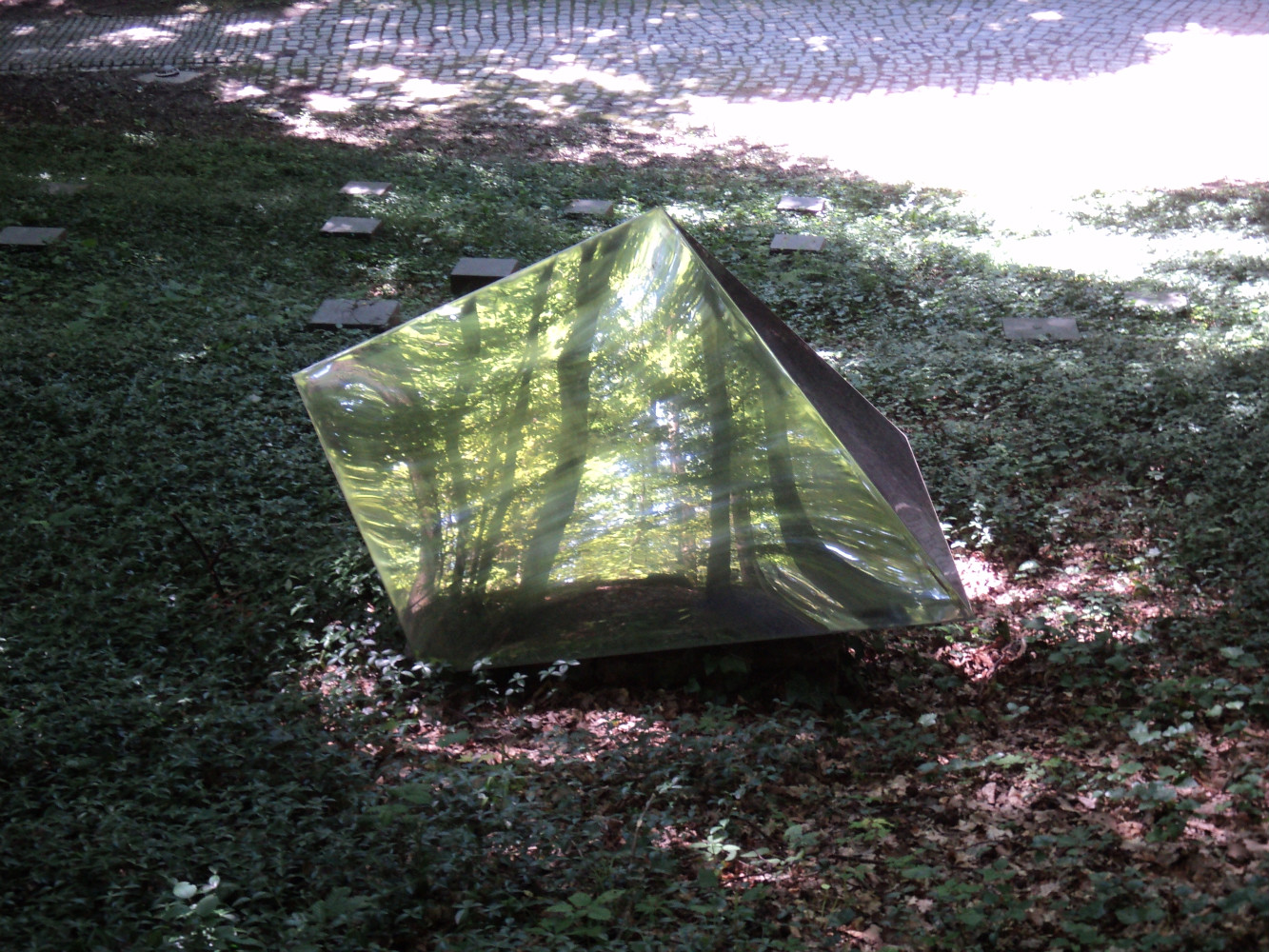
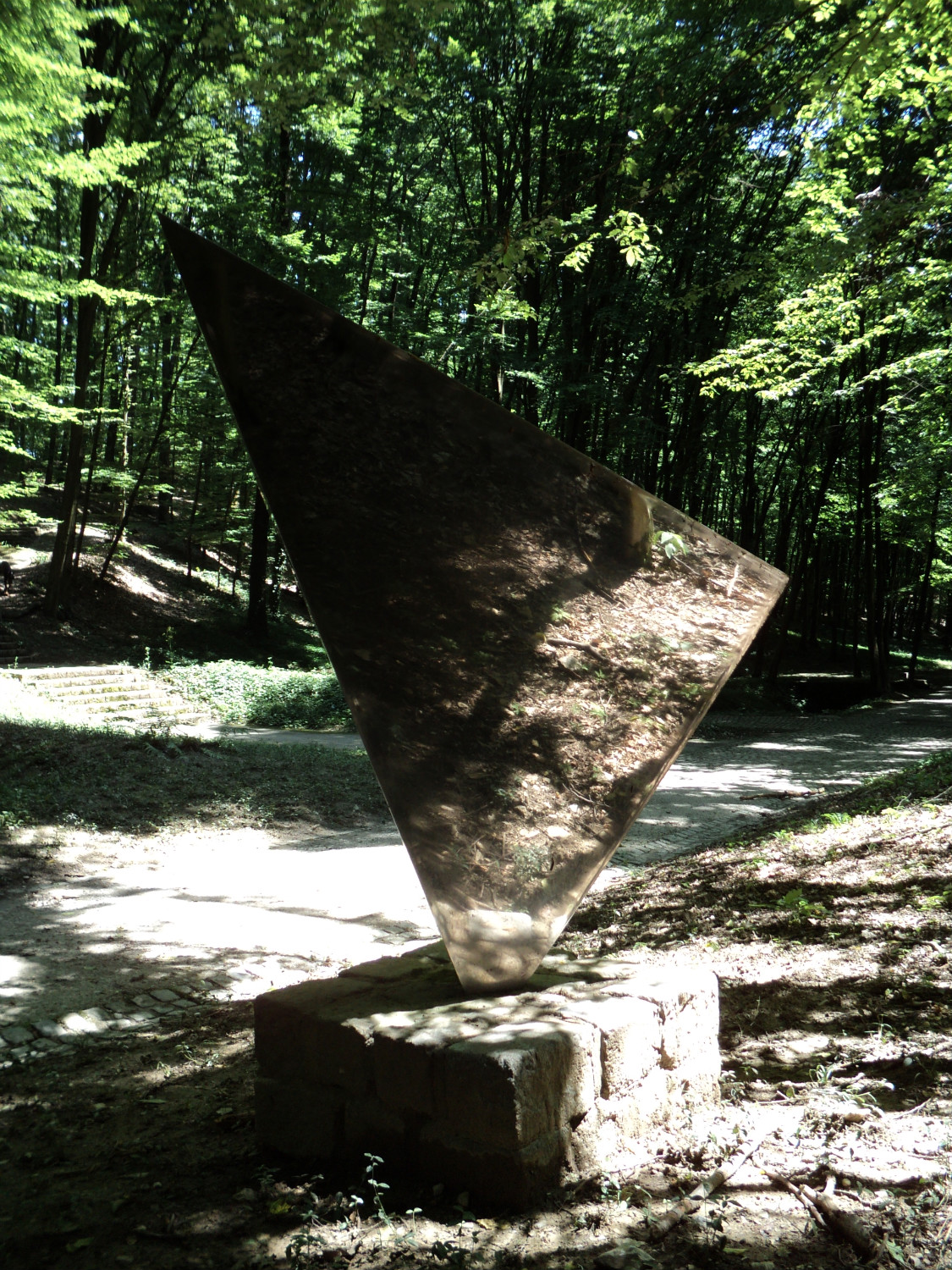

### Denkmal für die Revolutionäre und Patrioten, die 1919–41 in Zagreb starben(1985)
Lage: 45° 51′ 2″ N, 16° 1′ 31″ O
Das Denkmal für die Revolutionäre und Patrioten, die 1919–41 in Zagreb starben (serbokroatisch Spomen-obilježje revolucionarima i domoljubima poginulima u Zagrebu) wurde 1985 vom Bildhauer Stevan Luketić geschaffen. Es besteht aus zwei gepflasterten Höfen links und rechts des Hauptweges. Der westliche Hof, auf dem eine monumentale Bronze steht für die gefallenen Revolutionäre. Der östliche Hof steht für die Ideen und Kämpfe der kommenden Generationen. Auf ihm befindet sich kein Denkmal, sondern nur ein leerer Hof. Dies bedeutet nicht, dass keine Hoffnungen bestehen, sondern das die Zukunft noch nicht passiert ist. Das Bronzedenkmal im Westhof ist eine halbkreisförmige Figur auf einem mit Granit verkleideten Sockel, die mehrere Einschnitte aufweist.

Das Denkmal ist heute in schlechtem Zustand. Eine große Bronzetafel vor dem Denkmal wurde in den 1990er Jahren gestohlen und bis heute nicht ersetzt.

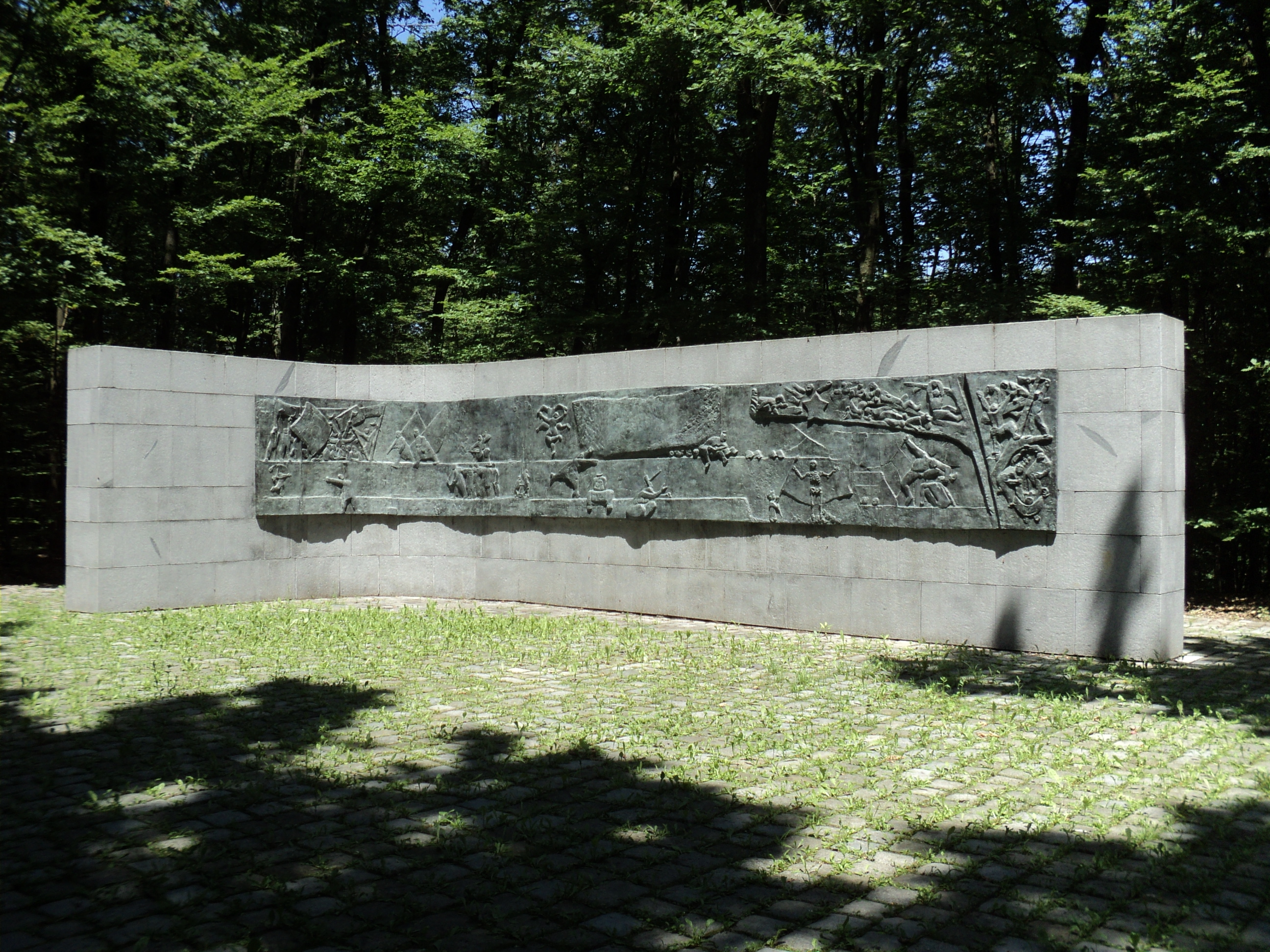
Denkmal für die Bewohner Zagrebs, die beim Befreiungskampf 1941–45 starben (2011)

### Denkmal für die Bewohner Zagrebs, die beim Befreiungskampfes 1941–45 starben(1993)
Lage: 45° 50′ 48″ N, 16° 1′ 28″ O
Das letzte Denkmal aus jugoslawischer Zeit in der Anlage ist das Denkmal für die Bewohner Zagrebs, die beim Befreiungskampf 1941–45 starben (serbokroatisch Spomen obilježje poginulim Zgarepčanima u NOB-u, 1941–1945). Es besteht aus mehreren Bronzetafeln die auf einer L-förmigen Wand angebracht sind. Die Bronze wurde bereits 1989 vom Künstler Kosta Angeli Radovani fertiggestellt, jedoch aufgrund von finanziellen Schwierigkeiten erst 1993 montiert. Daher musste auch der ursprüngliche Entwurf der Anlage drastisch verändert werden. Die Bronzetafel ist neun Meter lang und zeigt die dramatischen Situationen der Befreiung Zagrebs.
2007 wurde die rechte der Bronzetafeln gestohlen, sie wurde anschließend allerdings nach Fotos und Zeichnungen rekonstruiert.